# Солтык, Станислав
Станислав Солтык (пол. Stanisław Sołtyk; 16 декабря 1752, Крыск Речь Посполитая (ныне Плоньский повят, Мазовецкое воеводство, Польши) — 4 июня 1833, Варшава Царство Польское, Российская империя) — польский политический и государственный деятель. Сенатор-воевода.
Маршалок сейма Варшавского герцогства (9—23 декабря 1811 г.). Королевский Шамбелан (1780). Подстолий великий коронный (1784—1789). Посол (депутат) Четырёхлетнего сейма от Краковского воеводства Королевства Польского (1790). Активный участник подготовки и принятия польской Конституции 3 мая 1791 года.

## Биография

Герб Солтык

Представитель шляхетского рода герба Солтык. Сын каштеляна варшавского. Племянник Каетана Солтыка, Епископа Краковский и Киевского.
Опекуном и учителем молодого Станислава был священник Юзеф Герман Осиньский, профессор философии, с которым Солтык посетил ряд европейских столиц (Вена (1768) и Париж (1772).
Депутат от краковского воеводства на второй срок полномочий Четырёхлетнего сейма с 1790 г.
Член группы государственных деятелей, подготавливающих восстание Костюшко, но в боевых действиях участия не принял.
Посланный в 1794 г. с тайной дипломатической миссией от имени Костюшко в Вену, был арестован и заключён в австрийскую тюрьму. После подавления инсургенции, включился в деятельность польских подпольных организаций на родине и в эмиграции, с 1795 г в эмиграции. Был одним из первых инициаторов и сыграл важную роль в создании польских легионов. Несколько раз арестовывался властями Пруссии и Австрии.
Из-за отсутствия осуществимых перспектив прекратил политическую деятельность и вернулся в своё имение в Хлевисках близ Радома. Развивал там аграрное и металлургическое производство, стал одним из наибольших промышленников на родине. Участвовал в культурной жизни Варшавы, его литературный салон стал местом общения ученых и писателей, сам С. Солтык инициировал создание варшавского Общества друзей наук (1800 г). Вместе с Т. Чацким и другими основал Торговое Общество в Варшаве в 1802 г. целью которого был экспорт зерна по Чёрному морю.
Вернулся к активной политической жизни во время существования Варшавского герцогства, избран членом Палаты справедливости (1807). В 1809 г. участвовал в Галицком восстании.
В 1811—1812 годах — посол (депутат) сейма Варшавского герцогства. Маршалок сейма (9—23 декабря 1811 г.).
В Царстве Польском в 1825 г. — член комиссии сейма по гражданским и уголовным правам, организатор неформальных депутатских встреч.
Около 1823 г. входил в состав Центрального комитета польского патриотического общества, в 1826 г. арестован и находился под следствием, в 1828 г. предстал перед Судом сейма по обвинению в государственной измене. Однако был оправдан и в 1829 г. освобождён.
Участвовал в работа сенатских комиссий на бурном заседании сейма 1830 г. Из-за преклонного возраста и по состоянию здоровья не участвовал в заседании сейма, на котором рассматривался вопрос о Польском восстании (1830) и прислал письменное подтверждение о его поддержке. Признавая его патриархом патриотической деятельности 28.05.1831 г. был возведен сеймом в достоинство сенатора-воеводы.
В 1789 г. вступил в брак с Каролиной Сапегой герба Лисица.

## Награды
- Орден Святого Станислава (1783)
- Орден Белого Орла (1788).